# 日本橋車站 (大阪府)
日本橋站（日语：／ Nipponbashi eki */?）是位於日本大阪府大阪市中央區日本橋，屬於大阪市高速電氣軌道（大阪地下鐵）的鐵路車站。堺筋線與千日前線皆在本站停靠。

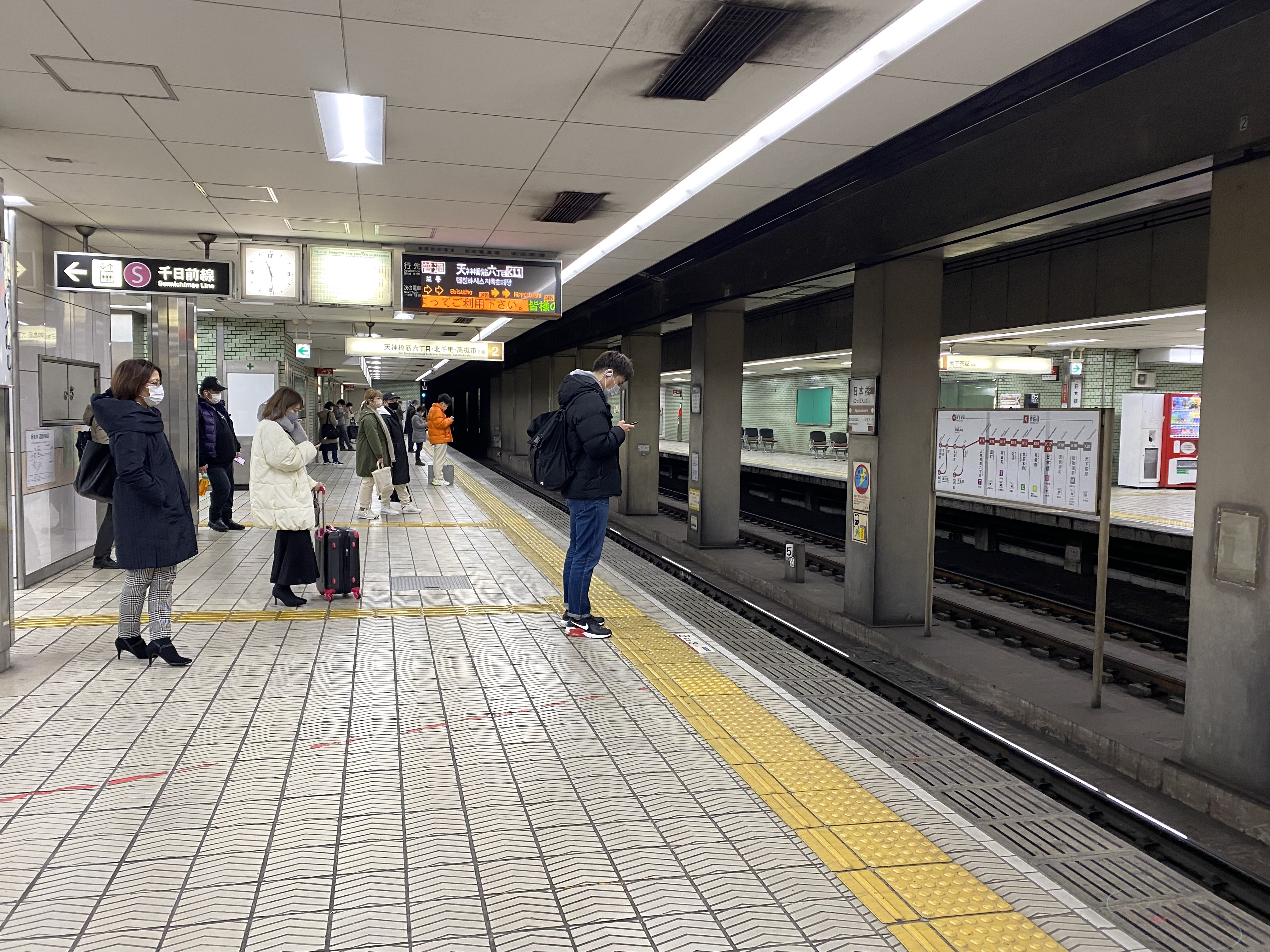
堺筋線月台(2022年1月)

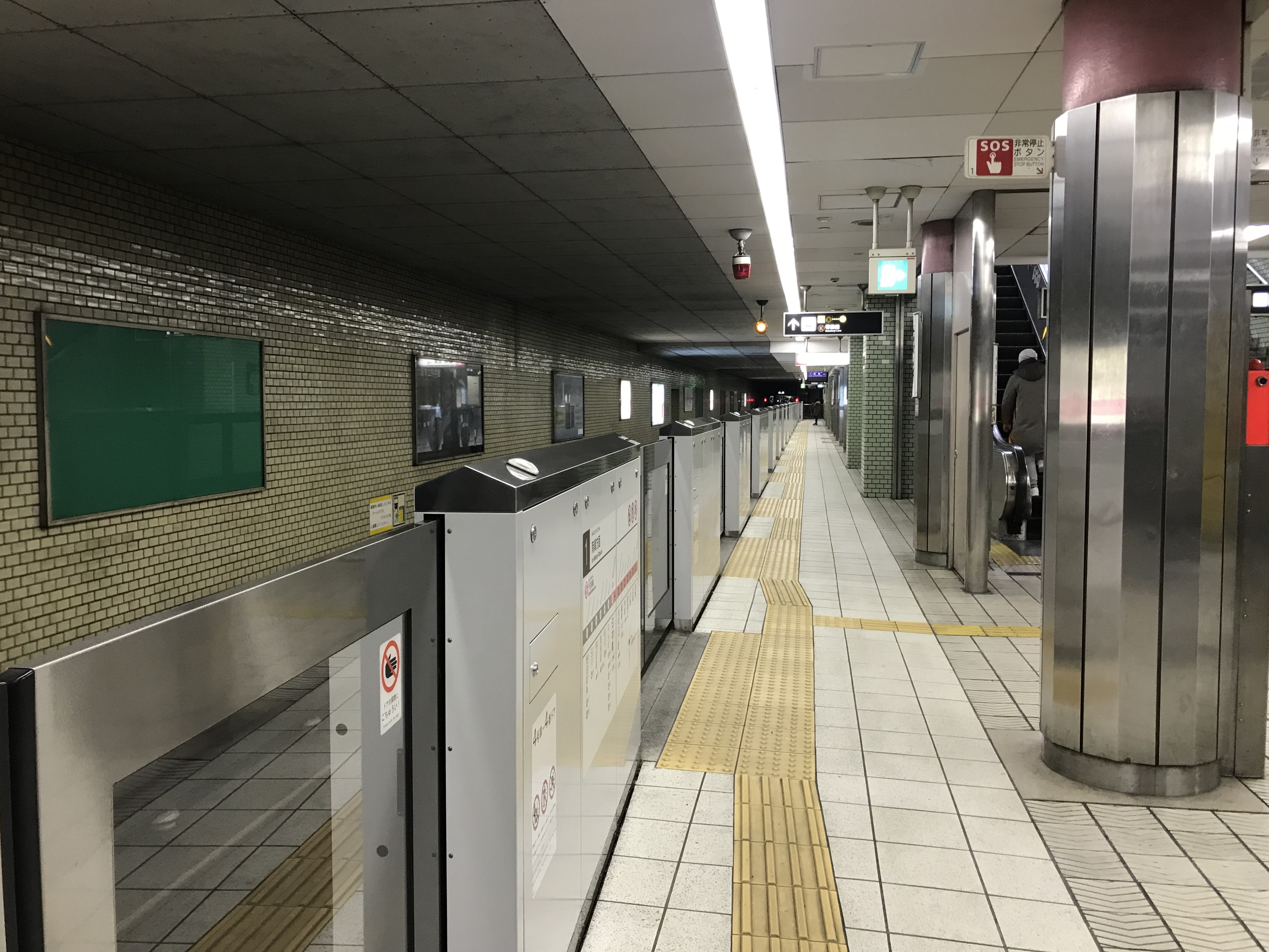
千日前線月台(2019年1月)

## 歷史
- 1969年（昭和44年）12月6日：堺筋線天神橋筋六丁目－動物園前段通車時啟用。
- 1970年（昭和45年）3月11日：千日前線櫻川－谷町九丁目延伸段通車時啟用，成為轉乘站。
- 1970年（昭和45年）3月15日：近鐵日本橋站啟用，成為與近鐵難波線的轉乘站。

## 車站構造
本站是地下車站。站內的堺筋線位於地下1樓，其配置為對向式月台2面2線。千日前線則位於地下2樓，配置為島式月台1面2線。

### 月台配置
| 月台         | 路線       | 目的地                                                   |            |
| 堺筋線月台   | 堺筋線月台 | 堺筋線月台                                               | 堺筋線月台 |
| ------------ | ---------- | -------------------------------------------------------- | ---------- |
| 1            | 堺筋線     | 天下茶屋方向                                             |            |
| 2            | 堺筋線     | 堺筋本町、天神橋筋六丁目、北千里、高槻市、京都河原町方向 |            |
| 千日前線月台 |            |                                                          |            |
| 1            | 千日前線   | 鶴橋、南巽方向                                           |            |
| 2            | 千日前線   | 難波、阿波座、野田阪神方向                               |            |

## 利用狀況
2018年11月13日的1日上下車人次為77,683人（上車人次：38,926人，下車人次：38,757人）。
| 年度   | 調查日   | 上車人次 | 下車人次 | 上下車人次 |
| ------ | -------- | -------- | -------- | ---------- |
| 1990年 | 11月06日 | 44,918   | 42,116   | 87,034     |
| 1995年 | 2月15日  | 42,142   | 39,524   | 81,666     |
| 1998年 | 11月10日 | 39,798   | 37,285   | 77,083     |
| 2007年 | 11月13日 | 35,968   | 35,144   | 71,112     |
| 2008年 | 11月11日 | 35,711   | 34,451   | 70,162     |
| 2009年 | 11月10日 | 34,869   | 34,018   | 68,887     |
| 2010年 | 11月09日 | 32,763   | 32,497   | 65,260     |
| 2011年 | 11月08日 | 32,376   | 32,115   | 64,491     |
| 2012年 | 11月13日 | 31,464   | 31,957   | 63,421     |
| 2013年 | 11月19日 | 32,856   | 32,564   | 65,420     |
| 2014年 | 11月11日 | 33,334   | 33,362   | 66,696     |
| 2015年 | 11月17日 | 35,308   | 35,630   | 70,938     |
| 2016年 | 11月08日 | 35,989   | 36,156   | 72,145     |
| 2017年 | 11月14日 | 38,483   | 38,729   | 77,212     |
| 2018年 | 11月13日 | 38,926   | 38,757   | 77,683     |

## 車站周邊
- 道頓堀川
- 日本橋
- 大阪なんばワシントンホテルプラザ
- Wings道頓堀（日语：ウインズ道頓堀）
- Satellite大阪（日语：サテライト大阪）
- 國立文樂劇場
- 大阪府紅十字會血液中心（日语：赤十字血液センター）（日本橋捐血室）
- 大阪千日前郵政局
- 大阪千日前中央通郵政局
- 阪神高速15號堺線
- なんばウォーク
- 黑門市場（日语：黒門市場）
- エスカールなんば
  - ビックカメラ難波店
- 高島屋史料館
- 三津寺墓地
- 日本橋でんでんタウン - 日本橋は北から1・2丁目が中央区、なんさん通りを挟んで3 - 5丁目が浪速区となり、電気街は浪速区側を中心に展開している。最寄駅は当駅ではなく恵美須町駅（堺筋線で一つ隣の駅）とされるが、名呉橋跡（日本橋の南端）付近に位置する駅であるため、3丁目北部などは当駅のほうが近い。

## 巴士
大阪市營巴士
日本橋一丁目巴士站
- 73號系統（日语：大阪市営バス住之江営業所#73号系統）：往難波/經上本町六丁目、杭全（日语：杭全）、地下鐵平野往出戶巴士總站

## 相鄰車站
大阪市高速電氣軌道（大阪地下鐵）
 堺筋線
■直通特急「保津」
天神橋筋六丁目（K11）－日本橋（K17）－天下茶屋（K20）
■準急、■普通
長堀橋（K16）－日本橋（K17）－惠美須町（K18）
 千日前線
難波（S16）－日本橋（S17）－谷町九丁目（S18）
- 直通特急「保津」只限春、秋的行樂季節運行。

## 腳注
1. ↑  1996年に行われた調査であるが、会計年度上は1995年度となる。

## 外部連結
- 車站Guide：日本橋（千日前線） - Osaka Metro
- 車站Guide：日本橋（堺筋線） - Osaka Metro